# Jean Paul Adam Schramm
Pour les articles homonymes, voir Schramm.
Jean Paul Adam Schramm, né le 1er décembre 1789 à Arras (Pas-de-Calais) et mort le 25 février 1884 à Paris, est un général français du Premier Empire et ministre de la guerre, grand-croix de la Légion d'honneur et médaillé militaire.
Fils du général et baron Jean Adam Schramm (1760-1826), il accompagne son père lors de la campagne d'Égypte, alors qu'il est âgé de dix ans, puis participe à toutes les guerres napoléoniennes. Âgé de seize ans, il est lieutenant et combat lors de la bataille d'Austerlitz en 1805, en Prusse en 1807,  en Espagne en 1808, en Russie en 1812 puis lors de la campagne de Saxe en 1813. Il est promu général de brigade et officier de la Légion d'honneur en 1813 à seulement 24 ans. Il quitte l'armée après la chute de l'Empereur. Il est rappelé en 1830 et nommé directeur du personnel au ministère de la Guerre en 1834. En 1836, il est conseiller d'État, en 1839, pair de France et en 1840, il est chef d'état-major de l'armée. Il est comte en 1841 et prend part à la conquête de l'Algérie. Nommé président du Comité d'infanterie en 1847, il devient ministre de la Guerre en 1850 et est nommé sénateur en 1852.

## Carrière

### Campagne d'Égypte
Fils de Jean Adam Schramm et de Séraphine Woitel, il entre au service le 19 octobre 1799, âgé de 10 ans, dans la 2e demi-brigade d'infanterie légère de seconde formation. Il passe caporal le 19 octobre 1799, sergent le 24 décembre suivant, et de 1799 à 1801, il fait la campagne d'Égypte. Il est nommé sous-lieutenant provisoire par le général en chef de l'armée d'Orient le 30 juillet 1800 l'année de ses 11 ans.

### Troisième coalition
Le 2 mars 1805, il reçoit son brevet de lieutenant à 16 ans, et il fait les campagnes d'Allemagne et de Prusse, au 5e corps de la Grande Armée, commandée par le général Oudinot. Il participe aux batailles de Wertingen le 8 octobre 1805, d'Oberkirch, de Berg et d'Ulm du 15 au 20 octobre 1805. À Amstetten le 5 novembre suivant, le lieutenant Schramm reçoit le commandement de la moitié de la compagnie, traverse, à la tête de ses grenadiers, les rangs des Russes, se dirige sur une pièce de canon dont le feu gênait la colonne française, s’empare de cette pièce et fait un grand nombre de prisonniers.
Le 16 novembre 1805, à Hollabrunn, il se distingue de nouveau en enlevant une pièce de canon et en faisant de sa main un officier russe prisonnier. Dans les affaires qui suivent, il ne laisse échapper aucune occasion de déployer sa valeur et son sang-froid. Le général Oudinot le propose exceptionnellement, après la bataille d'Austerlitz, pour la croix de chevalier de la Légion d'honneur qu'il obtient le 14 mars 1806 alors qu'il n'a pas encore 17 ans. Il est nommé aide de camp de son père le 22 mars 1806.

### Quatrième coalition
Dans la campagne 1807, il prend une part très active au Siège Dantzig (1807), particulièrement à l’attaque de la Frisch-Nehrung que son père enlève dans la nuit du 19 au 20 mars. Chargé de porter l’ordre d’attaque, il est assailli par des cavaliers russes ; il les combat avec résolution, en tue un, blesse l’autre et sort vainqueur de ce combat inégal dans lequel il est blessé.
À la bataille d'Heilsberg le 10 juin 1807, il donne de nouvelles preuves de sa valeur et reçoit un coup de feu au côté droit.

### Guerre d'indépendance espagnole
En 1808, il se rend en Espagne et prend part à cette campagne de quelques mois, dans laquelle l’Empereur s’empare de Madrid, après avoir détruit ou dispersé les armées espagnoles et repoussé l’armée anglaise sur la Corogne. 

### Campagne d'Allemagne et d'Autriche (1809)
Le réarmement de l’Autriche ayant rappelé l’Empereur à Paris, la Garde impériale est dirigée sur l’Allemagne, et le capitaine Schramm fait avec elle la campagne de 1809 et se distingue surtout à Essling les 21 et 22 mai 1809 et à Wagram le 6 juillet suivant. Il retourne en Espagne à la fin de l'année 1809. Le 1er janvier 1810, il prend le commandement de la 2e compagnie du 1er bataillon du régiment de fusiliers-chasseurs de la garde, et il sert en Vieille Castille de 1810 à 1812. Il est nommé au grade de chef de bataillon au 2e régiment de voltigeurs de la Garde impériale le 18 septembre 1811, et il sert en Russie en 1812.

### Campagne d'Allemagne (1813)
La campagne de Saxe devant procurer une revanche à la grande armée, le chef de bataillon Schramm, est nommé le 14 avril 1813, major commandant, avec rang de colonel, le 2e voltigeur. Il se signale le 2 mai 1813, à la bataille de Lützen. L’Empereur, témoin de ce brillant fait d’armes, nomme le colonel Schramm officier de la Légion d'honneur le 4 mai 1813 et baron de l'Empire le 14 mai suivant ; le colonel s’est tellement dévoué pour enlever les troupes, qu’il reçoit à quinze pas deux blessures, l’une dans le bras, l’autre dans la poitrine.
Malgré son état de faiblesse, le colonel Schramm veut retourner à son régiment vers la fin de l’armistice, et, le bras en écharpe, pouvant à peine se soutenir à cheval, il suit les mouvements de la jeune Garde de Dresde sur Bautzen, Gorlitz et Lowemberg. Le premier jour de la bataille de Dresde, la jeune Garde, arrivée le 26 août au matin dans cette ville à marches forcées, débouche par la porte de Pirna et par celle de Planem et culbute tout ce qui lui oppose résistance ; elle pousse vivement l’ennemi et le force à s’éloigner des positions qu’il occupe autour de la ville. Le 27, la jeune Garde manœuvrant dans la plaine, la gauche à la rivière et la droite aux collines, mérite les éloges de toute l’armée par son intrépide valeur et la précision de ses mouvements.
Après avoir pris une glorieuse part à cette victoire, le colonel Schramm suit le mouvement effectué le 28 et conduit son régiment à Pirna pour couper les Autrichiens en retraite. Le 26 septembre 1813, il est promu, dans cette ville, général de brigade en récompense de sa brillante conduite. 
Le maréchal Gouvion-Saint-Cyr, commandant le 14e corps d’armée chargé de couvrir Dresde, doit se rapprocher de cette ville dont l’ennemi fait bientôt l’investissement. Pendant le blocus, le général Schramm prend part au mouvement des quatre divisions sur Rackwitz et au combat du 17 octobre dans lequel il fait mettre bas les armes à un millier de Russes, et faillit prendre leur général, le comte de Talztoy qui est repoussé sur Dohna, avec perte de 1 200 prisonniers, 10 pièces de canon, une vingtaine de caissons et un équipage de pont. Le 29 octobre, pendant une sortie, le général Schramm fait encore preuve de bravoure et d’intelligence. À la fin du combat et lorsque la colonne rentre, il est blessé au pied et doit garder le lit pendant six semaines. Il est prisonnier de guerre à la capitulation de Dresde le 11 novembre 1813.
Rentré en France le 1er juillet 1814, le général Schramm reste sans emploi pendant la Restauration. Il est fait chevalier de Saint-Louis le 5 septembre. L’Empereur le nomme le 29 mai 1815, au commandement du département de Maine-et-Loire, et le 15 juin, il est employé à la défense de Paris. De 1815 à 1828, il n’a aucun emploi, mais il utilise ce temps par une étude approfondie des grandes questions d’organisation et d’administration.

### Retour en fonctions
En 1828, il a le commandement de la 1re division du camp de Saint-Ouen, et le 6 août 1830, il commande le département du Bas-Rhin. En septembre 1831, il fait partie de l’armée d’expédition de Belgique, et il est élevé au grade de lieutenant-général le 30 septembre 1832. Pendant le siège d'Anvers, il commande la division de réserve d’infanterie de l’armée du Nord. En 1834, il est envoyé à Lyon pour réprimer une émeute.
En 1837, le général Schramm commande la 2e division d’infanterie au camp de Compiègne, et en 1838 la division de rassemblement sur la frontière de la Suisse. L’année suivante, il commande la 3e division d’infanterie de l’armée du Nord. Il est nommé Pair de France le 7 mars 1839.

### Conquête de l'Algérie
En 1839, il commande une division en Algérie, puis en mars 1840, il a le commandement supérieur de la province d'Alger pendant l’absence du corps expéditionnaire ; nommé chef d’état-major de l’armée d'Algérie le 1er avril 1840, il prend part à l’expédition de Miliana et est blessé à l’affaire du col de Mouzaïa.
Il est alors élevé à la dignité de grand-croix de la Légion d'honneur le 17 août 1840. 
En octobre 1840, il a de nouveau le commandement supérieur, et du 19 janvier au 25 mars 1841, il remplit les fonctions de gouverneur général et le commandement en chef de l’armée d’Algérie, qu’il conserve jusqu’à l’arrivée du gouverneur général Bugeaud. L’Algérie s’est ressentie de la sage et prévoyante administration du général Schramm, qui emporte à son retour en France les regrets de l’armée, ceux des fonctionnaires et des colons. À son retour en France, le Roi le fait comte et il reprend sa place à la Chambre des Pairs.

## Politique
Le général Schramm, conseiller d’État depuis 1830, s’est constamment occupé de l’administration de l’armée. À la Chambre des Députés et à la Chambre des pairs, il s’occupe beaucoup des questions d’organisation dans les Comités de la guerre et de la marine.
En 1848, il est nommé membre du Comité de défense nationale, président de la commission de réorganisation du corps des officiers de santé militaires. À partir de 1849, il est président du Comité d’infanterie, et c'est à ce titre qu'il écrit Album de manœuvres d'infanterie, Paris, 1853.
Par décret du 22 octobre 1850, du prince Louis-Napoléon Bonaparte, président de la République, le général Schramm a été nommé ministre de la guerre, en remplacement du général d'Hautpoul.
Il entame une carrière politique comme sénateur du Second Empire le 26 janvier 1852 jusqu'au 4 septembre 1870. 
Le 13 juin 1852, il est décoré de la Médaille militaire.

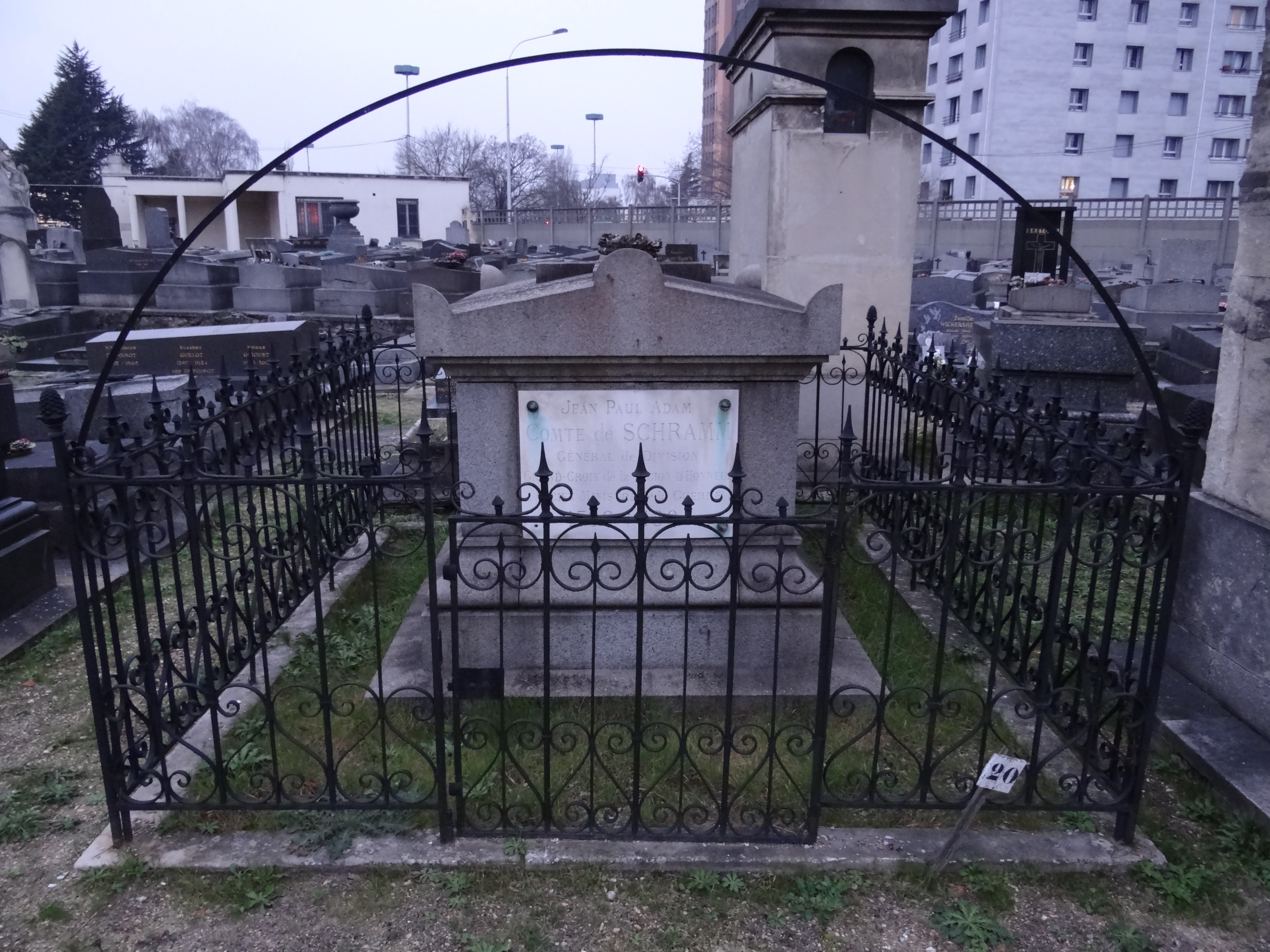
La tombe de Jean Paul Adam Schramm au vieux cimetière de La Courneuve (Seine-Saint-Denis).

Il meurt le 25 février 1884, 24 rue du Bac à Paris. Il est enterré au cimetière de l'église Saint-Lucien à La Courneuve, où il avait une maison située rue Edgar-Quinet, et où une rue porte son nom.

## Hommages
Une caserne, démilitarisée en 2010 et transformée en habitation par la suite, porte également son nom à Arras.

## Décorations
- Médaille militaire (13 juin 1852)
- Grand-croix de la Légion d'honneur (17 août 1840)
  - Grand officier (18 février 1836)
  - Commandeur (19 juin 1831)
  - Officier (14 mai 1813)
  - Chevalier (14 mars 1806), âgé de 16 ans.